# Cyanopterus seticornis
Cyanopterus seticornis är en stekelart som först beskrevs av Szepligeti 1915.  Cyanopterus seticornis ingår i släktet Cyanopterus och familjen bracksteklar. Inga underarter finns listade i Catalogue of Life.